# Île de Capo Passero
L'Île de Capo Passero est une île sicilienne de la côte ionienne, située sur le territoire de la commune de Portopalo. Elle tire son nom du cap homonyme. Autrefois, elle constituait uniquement une péninsule reliée à la terre ferme par un isthme sableux. Longue d'à peine 1 300 m et large de 500, elle s'étend sur environ 0,37 km2.

## Géographie
Dans la zone occidentale de l'île se trouve une plage sableuse renommée. Au nord se trouve une tonnière remontant au XIIIe siècle, désormais abandonnée. À l'est, la côte est dentelée et on y trouve quelques grottes maritimes dont celle du Polipo. On y trouve aussi de nombreux rochers fleurissant à la surface de l'eau.

## Histoire
La forteresse de Charles V, datant du XIVe siècle, est le repère historique le plus important. En outre, en 1959, a été inaugurée la statue en bronze de Maria Santissima Scala del Paradiso, réalisée par Mario Ferretti.

## Flore
Au centre, l'île est peuplée de palmier nain, récemment classée comme espèce protégée. Sur la côte occidentale, la végétation est très développée: on y trouve entre autres l'Euphorbia peplis et le lis maritime.

## Faune
La faune de l'île compte des lapins, des lézards ainsi qu'une grande diversité d'oiseaux: linotte mélodieuse, verdier d'Europe, chardonneret élégant, cisticole des joncs, tarier pâtre ou encore de goélands. Autrefois, la zone était aussi très riche en faune maritime mais aujourd'hui, beaucoup d'espèces, à commencer par la Caouanne, ne fréquentent plus cette zone. On y trouve encore cependant quelques bancs de bars, diplodus, soles et langoustes.

## Sources
- (it) Cet article est partiellement ou en totalité issu de l’article de Wikipédia en italien intitulé « Isola di Capo Passero » (voir la liste des auteurs).